# Подригивање
Подригивање је нагло избацивање стомачних гасова преко уста, насталих бактеријском ферментацијом хране. Подригивање обично прати и звучни ефекат. Подригивање може бити и симптом неких обољења, попут чира на желуцу или дијафрагмалне киле.

## Бонтон
У многим земљама подригивање се сматра непристојним чином, иако избачени гас не представља опасност по здравље људи који су у близини. Према истраживању које су обавили аустралијски научници Кит Алан и Кејт Бариџ, а које се бавило реакцијама одређеног броја испитаника на разне људске излучевине и гестове, подригивање је заузело чак треће место као „најодвратније“, одмах након измета и повраћања (који деле прво место) и менструалне крви. За подригивање као најодвратније се одлучило чак 78% испитаника. Претпоставка је да је то зато што се повезује са повраћањем. Међутим, у појединим арапским земљама, подригивање је знак да је храна била добра, те се сматра похвалом домаћици. Житељи неких острва у Тихом океану неће ући у туђу кућу уколико домаћин не подригне, што се сматра позивом.

## Такмичење
У Италији у месту Ређоло се сваке године од 2002. организује такмичење у подригивању у различитим категоријама. Судећи по броју посетилаца којих је 2008. било 18.000, ово такмичење је веома популарно. Приход је намењен у добротворне сврхе. Једна од дисциплина је најдуже подригивање и рекорд је цео минут и осамнаест секунди. Најјаче подригивање је износило 142,9 децибела, а постоји и категорија која захтева велику вештину, где је потребно уз подригивање и рецитовати, па чак и певати.